# ریموند برو
ریموند برو (انگلیسی: Raymond Bru; ۳۰ مارس ۱۹۰۶ – دسامبر ۱۹۸۹ (aged 83)) ورزشکار شمشیربازی اهل بلژیک بود.
وی در مسابقات کشوری و بین‌المللی در مجموع برندهٔ ۱ مدال برنز شده‌است.